# 大川村

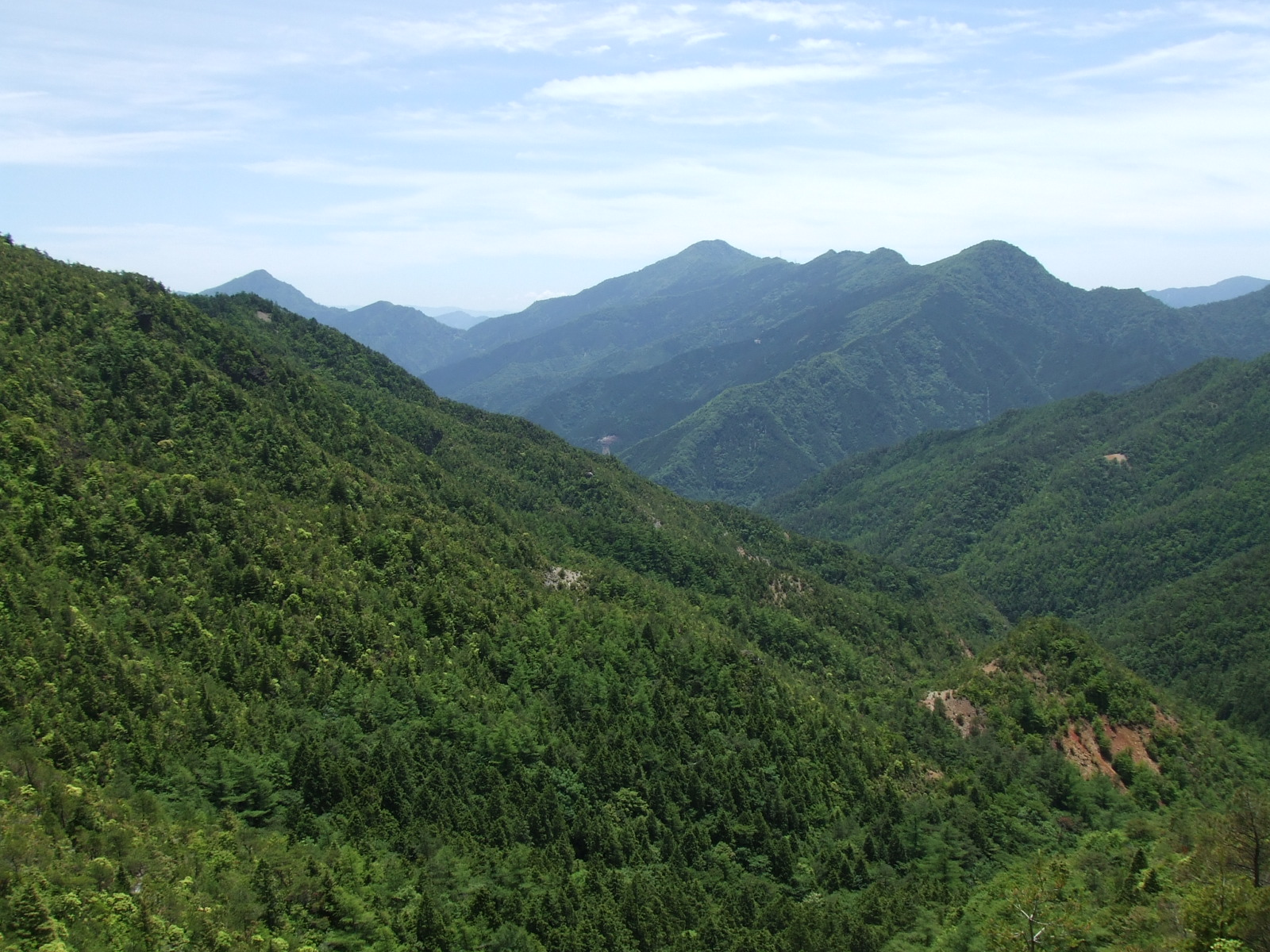
大座礼山

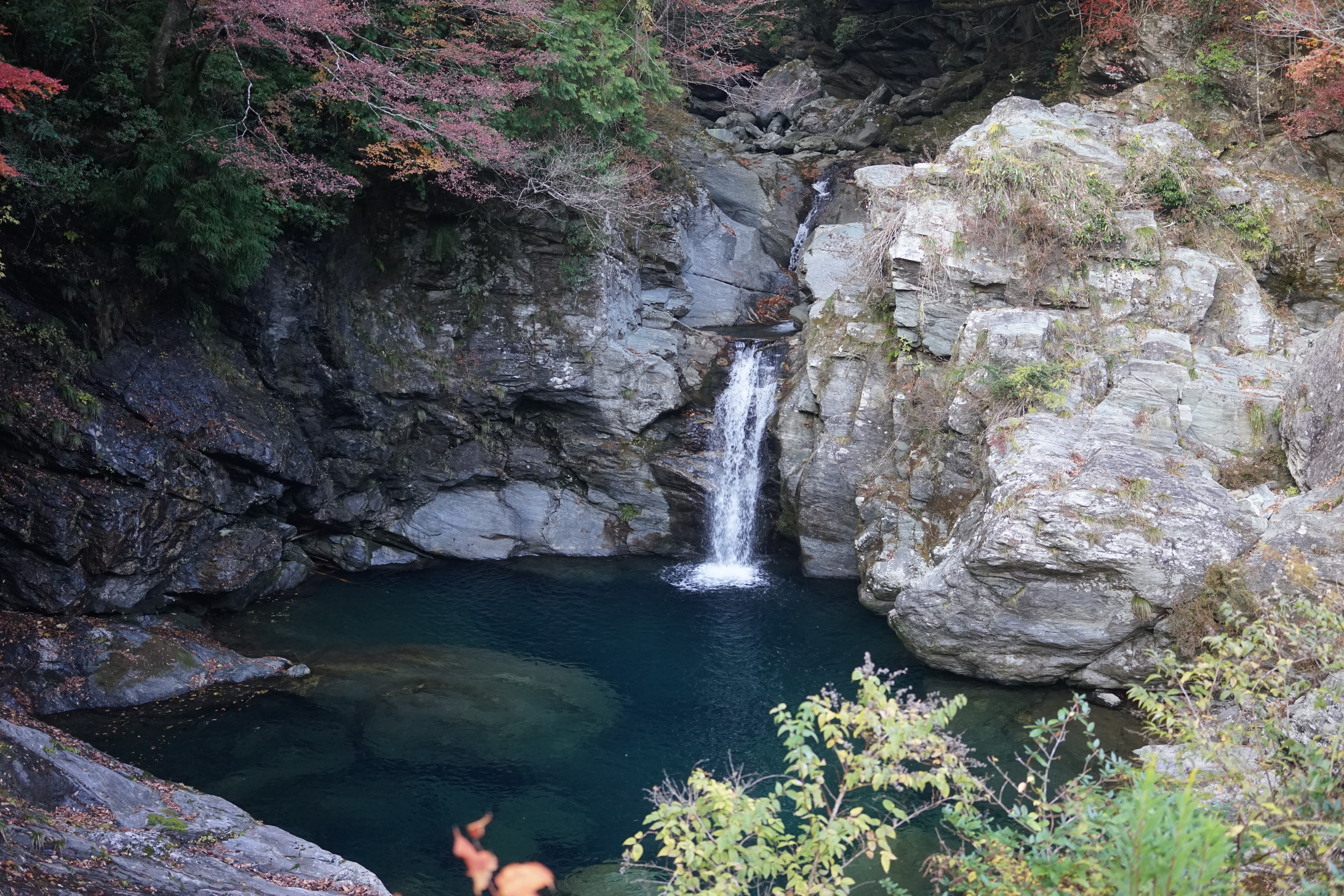
小北川の滝

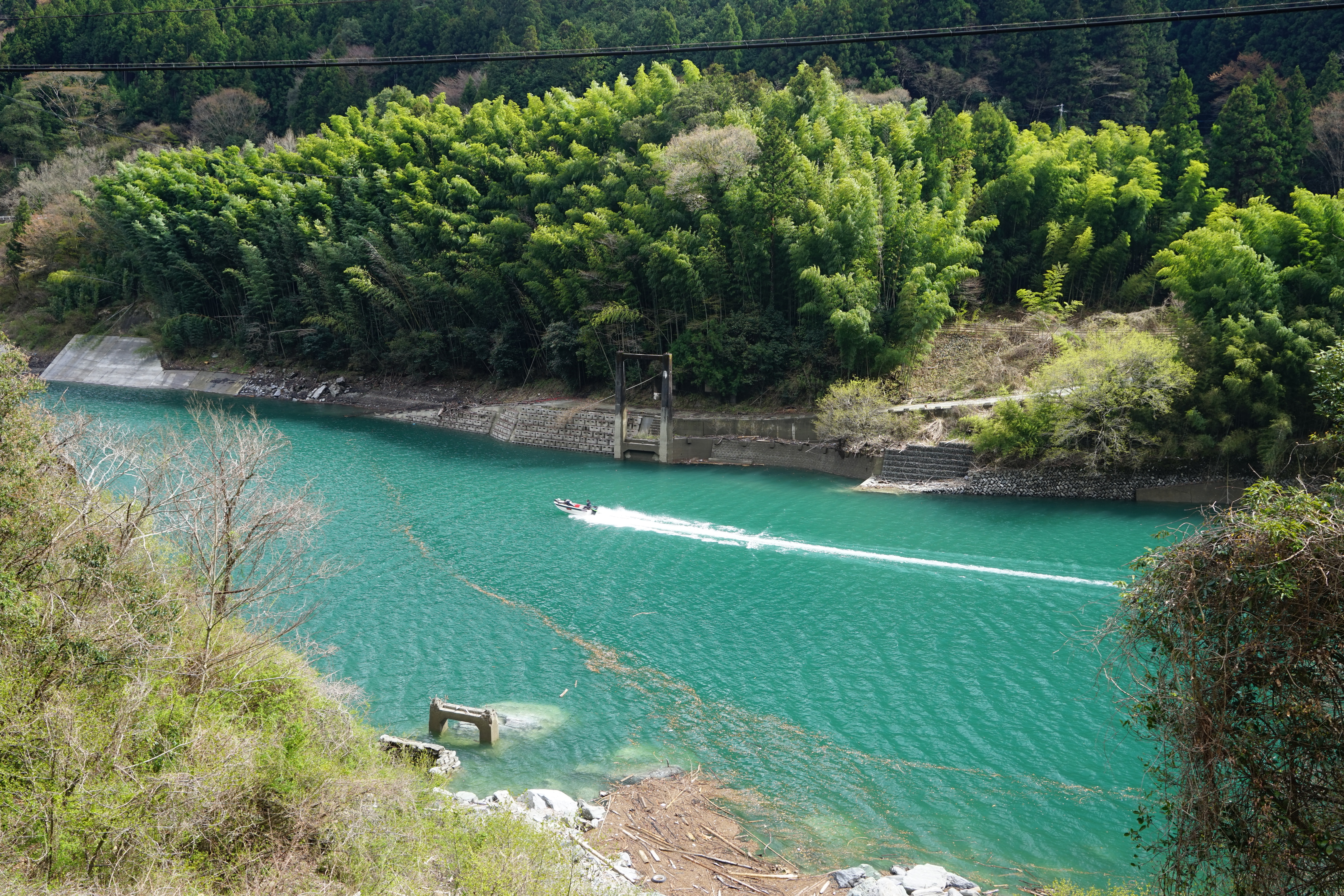
早明浦ダム湖（大川村川崎）

大川村（おおかわむら）は、高知県土佐郡にある村。四国山地の標高1000メートル級の山々に囲まれ、北で愛媛県と県境を接する。

## 概要
村内は西から東に向かって吉野川が流れている。鉱山開発や林業の最盛期だった1960年代には、パチンコ屋や料亭、スーパーマーケット、映画館が建ち並び、高知県でもトップクラスの平均所得を誇っていたが、かつての村中心部は早明浦ダムの完成・湛水に伴い水没し、銅山（白滝鉱山）閉鎖もあって人口は1950年代の4000人から激減した。現在はダム湖沿岸の小松地区に村役場、大川郵便局、農協（JA高知県大川支所）、高知東警察署小松駐在所、大川村国民健康保険小松診療所、商店、旅館、食堂が集まっている。
人口は四国の自治体で最も少なく、離島を除く日本の市町村としても奈良県吉野郡野迫川村に次いで少ない。

## 地理
高知県の北部、四国山地に位置する。北側は大座礼山（おおざれやま）、平家平などの山腹を挟んで愛媛県に接している。

### 地形

#### 山地
- 四国山地

主な山
- 大座礼山
- 白滝鉱山

#### 河川
主な川
- 吉野川
- 大北川

#### 湖沼
主な湖
- 早明浦ダム（人工湖）

### 隣接自治体
高知県
- 吾川郡いの町
- 土佐郡土佐町

愛媛県
- 新居浜市
- 四国中央市

## 人口
| |                                        |  |
| 大川村と全国の年齢別人口分布（2005年） | 大川村の年齢・男女別人口分布（2005年） |  |
| ■紫色 ― 大川村 ■緑色 ― 日本全国 | ■青色 ― 男性 ■赤色 ― 女性              |  |
| 大川村（に相当する地域）の人口の推移 \| 1970年（昭和45年） \| 1,900人 \| \| \| 1975年（昭和50年） \| 933人 \| \| \| 1980年（昭和55年） \| 906人 \| \| \| 1985年（昭和60年） \| 751人 \| \| \| 1990年（平成2年） \| 758人 \| \| \| 1995年（平成7年） \| 680人 \| \| \| 2000年（平成12年） \| 569人 \| \| \| 2005年（平成17年） \| 538人 \| \| \| 2010年（平成22年） \| 411人 \| \| \| 2015年（平成27年） \| 396人 \| \| \| 2020年（令和2年） \| 366人 \| \| |                                        |  |
| 総務省統計局 国勢調査より |                                        |  |
| 1970年（昭和45年） | 1,900人                                |  |
| 1975年（昭和50年） | 933人                                  |  |
| 1980年（昭和55年） | 906人                                  |  |
| 1985年（昭和60年） | 751人                                  |  |
| 1990年（平成2年） | 758人                                  |  |
| 1995年（平成7年） | 680人                                  |  |
| 2000年（平成12年） | 569人                                  |  |
| 2005年（平成17年） | 538人                                  |  |
| 2010年（平成22年） | 411人                                  |  |
| 2015年（平成27年） | 396人                                  |  |
| 2020年（令和2年） | 366人                                  |  |

住民353人のうち半数近くの150人は65歳以上の高齢者。東西約16キロメートル、南北約9キロメートルの村域に16集落が点在し、このうち6集落は居住者数が1桁台である。

## 歴史

### 沿革
明治
- 1889年（明治22年）4月1日 - 町村制の施行により、小松村、船戸村、朝谷村、大北川村、高野村、川崎村、猪ノ川村、大平村、小麦畝村、小北川村、大藪村、下切村、南野山村、上小南川村、下小南川村及び中切村の区域をもって、大川村が発足する。

昭和
- 1977年（昭和52年） - 早明浦ダム完成により、村役場を含め村の大部分が水没したことで知られる。ピーク時に約4,000人いた人口は白滝鉱山の閉鎖、ダム完成による集落の水没などがあり、約500人まで落ち込んだ。

平成
- 2003年（平成15年） - 本山町、土佐町との合併を検討するが、隣接する土佐町での住民投票により法定合併協議会設置が反対され、合併協議会を設置できずに村として単独で存続することとなる。
- 2005年（平成17年）11月27日 - 日本の離島以外の市町村の中で最も人口が少ない村となった[注釈 1]。
- 2017年（平成29年）- 人口減少と高齢化で村議のなり手が減少したため村議会（定数6）廃止と、村民による直接民主制である町村総会の設置を一時検討し、全国の過疎地から注目を集めた[7]。
- 2019年（平成31年） - 近年は社会人口増加率が注目されており、2015年調査では過疎指定自治体で離島を除く市町村で全国1位（7.1％増）などの数値が示されている[8][9]。そのため、村議会議員が兼業できる範囲を明確にした条例を施行し、立候補しやすい環境を整えた[10]。

令和
- 2019年（令和元年）4月 - 村議会議員選挙には元地域おこし協力隊員ら移住者が出馬[11]、議会の定員を超える立候補者（現職4、新人3）を得て、8年ぶりに選挙戦となった[12]。
- 2023年（令和5年）4月18日 - 村議会選挙の告示に定数と同じ6人が立候補し、無投票当選[1]。

## 行政

### 村長
- 村長: 和田知士（2011年12月11日から）

歴代村長
- 岩﨑敬太郎（1994年3月1日から2002年2月28日まで、2010年3月1日から2011年11月30日）
- 合田司郎（2002年3月1日から2010年2月28日）

## 議会

### 村議会
- 定数: 6人[1]
- 議長: 和田民夫
- 副議長: 和田延男[13]

### 県議会
- 選挙区: 長岡郡・土佐郡選挙区
- 定数: 1人（「高知県議会」参照）

| 議員名   | 党派名     | 当選回数 |
| -------- | ---------- | -------- |
| 金岡佳時 | 自由民主党 | 2        |

### 衆議院
- 選挙区: 高知県第1区
- 任期: 2021年（令和3年）10月31日 - 2025年（令和7年）10月30日

| 議員名 | 党派名     |
| ------ | ---------- |
| 中谷元 | 自由民主党 |

## 対外関係

### 姉妹都市・提携都市

#### 国内
姉妹都市
- 白山市
  - 1984年（昭和59年）- 旧河内村と姉妹村提携。

## 施設

### 警察
- 高知東警察署小松駐在所 - 土佐郡大川村小松85番地2

### 郵便局
郵便番号
郵便番号は以下の通りとなっている。
- 森郵便局（土佐町）: 781-33xx、781-34xx、781-35xx、781-37xx

主な郵便局
- 大川郵便局

## 経済
主な産業は、第一次産業（農業、畜産業）である。

### 第一次産業

#### 農業
- 茶（土佐茶）

農業協同組合
- 高知県農業協同組合大川支所

#### 畜産業
- 大川黒牛[1]
- 土佐はちきん（地鶏）[1]

## 生活基盤

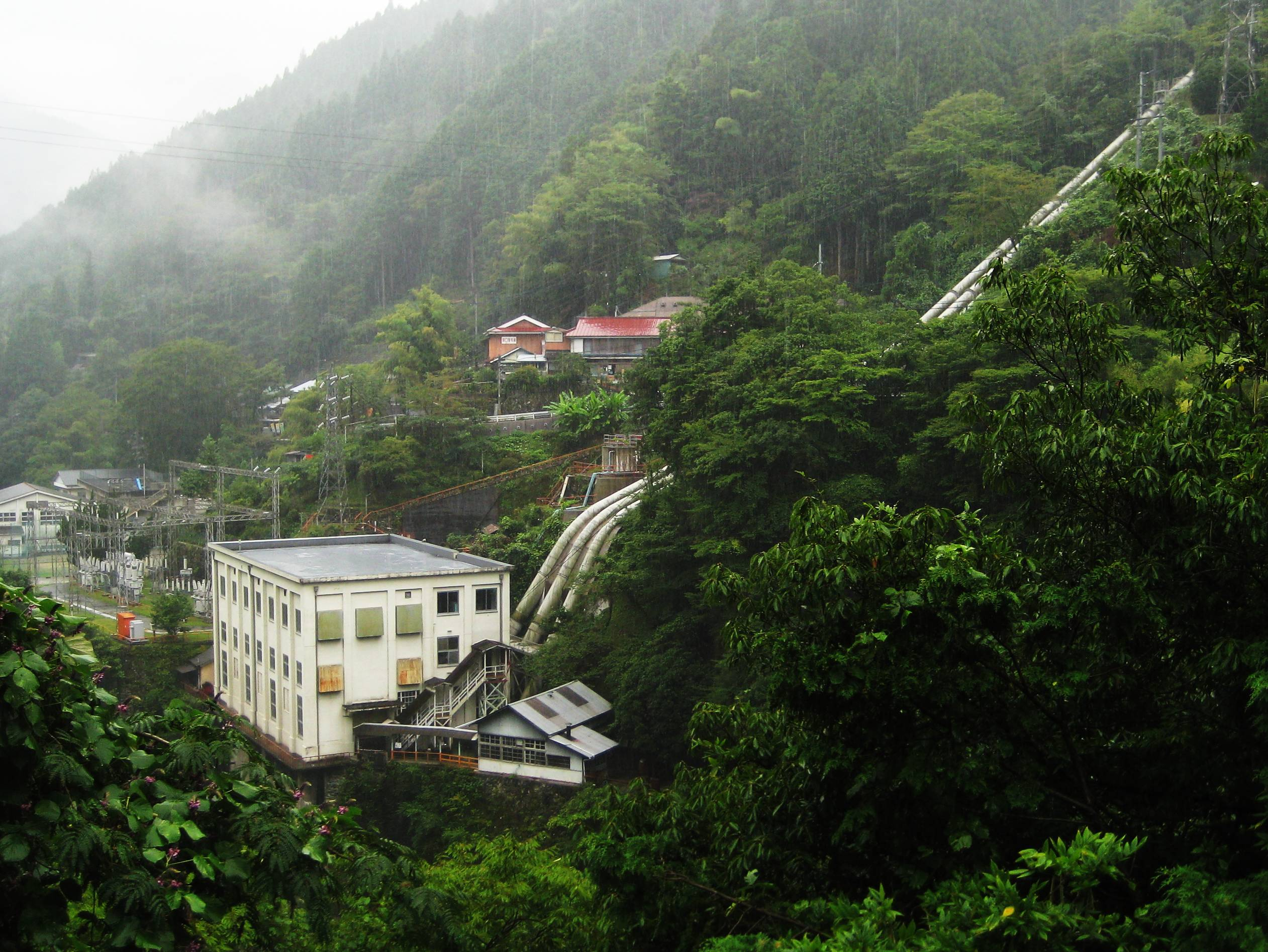
高藪発電所

### ライフライン

#### 生活用水
村民の7割は沢の水を自宅へ引き込んでいるが、送水ホースが1キロメートルを超える集落もあり、取水口が落ち葉で詰まらないよう管理したり、冬季はホース内が凍結して水が使えなかったりする苦労がある。また早明浦ダムの構造上、ダムからの給水が受けられないため、土佐町細野谷から給水を受けている。

#### 電力
- 高藪発電所

## 教育

### 義務教育学校
2005年（平成17年）4月から小中一貫教育校となり、2022年（令和4年）4月から義務教育学校となる。
村立
- 大川村立大川小中学校

## 交通

### 鉄道
- 村内を鉄道路線は走っていない。
  - 鉄道を使用する場合、JR四国土讃線大杉駅、あるいは高知駅から路線バスを乗り継ぐなどの方法がある。

### バス

#### 路線バス
- 嶺北観光自動車が、東隣の土佐町田井地区および西隣のいの町旧本川村地域との間を結んでいる。村内を発着し鉄道駅とを結ぶバス路線はないので、鉄道駅から村内へバスで行く場合、田井で乗り換えることになる[16]。
  - 田井 - 大川局前 - 井の川 - 日の浦局前 - 長沢

### 道路

#### 高速道路
- 村内にあるインターチェンジ: なし
  - 最寄りインターチェンジは高知自動車道大豊インターチェンジ。

#### 国道
- 村内を走る一般国道: なし

#### 県道
- 高知県道17号本川大杉線
- 高知県道6号高知伊予三島線
- 高知県道265号大川土佐線

## 観光

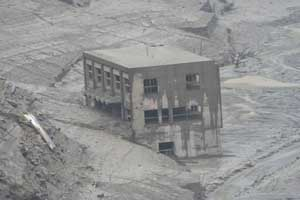
姿を現した元の役場（2005年（平成17年）8月20日撮影）

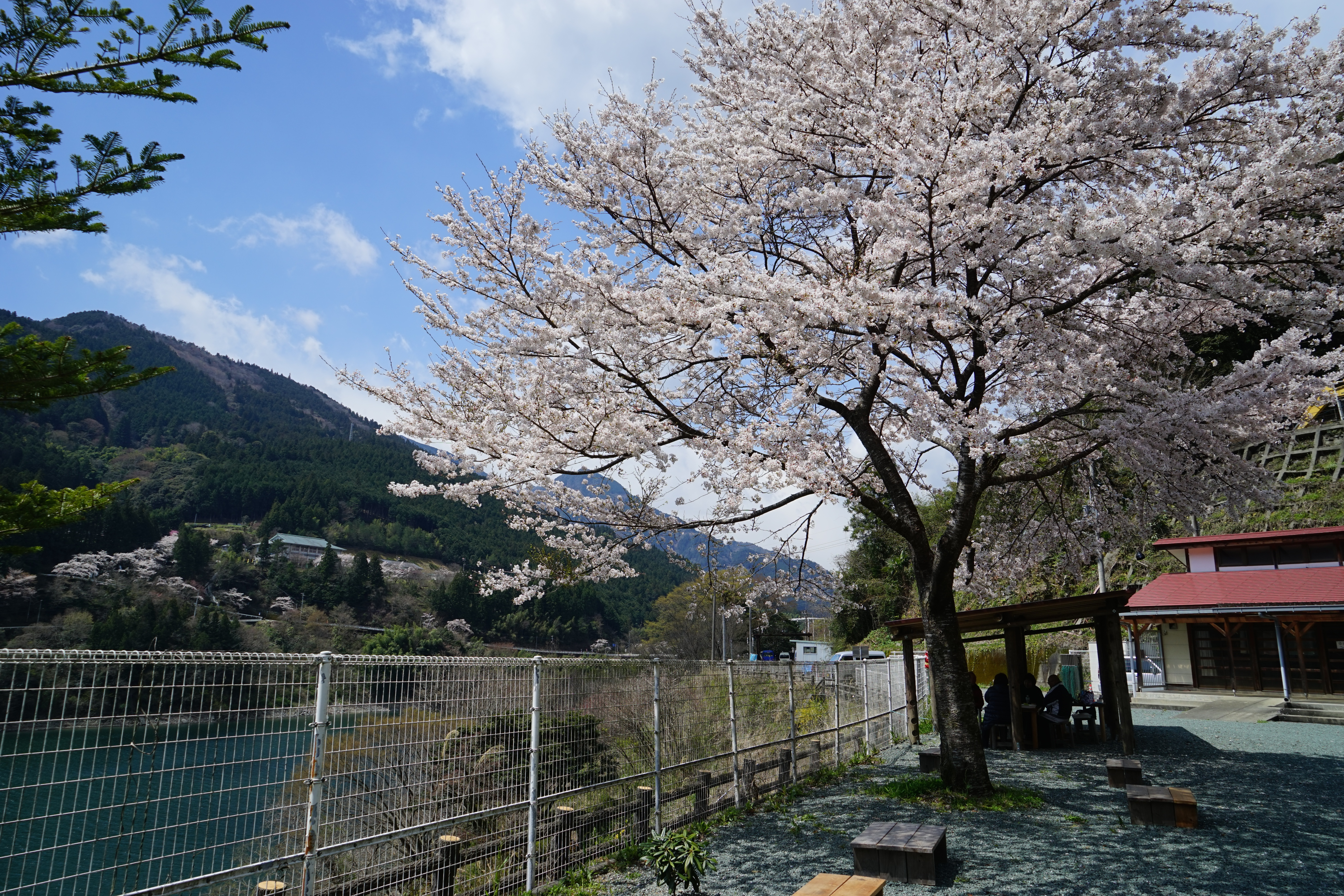
村のえき

### 名所・旧跡
主な史跡
- 白滝鉱山跡

### 観光スポット
- 早明浦ダム

四国四県（主として香川県）の水源として知られる貯水池で、1977年の完成時、大川村の主要な集落が水没した。ダム本体は土佐町と本山町にまたがり、大川村には一時的な補償金は見込まれるものの、固定資産税収入などの永続的なメリットは期待できなかった。ダム渇水時には水没した旧村役場庁舎が湖底から姿を現すが、その旧庁舎はダム計画へ反対の意思を表すために、あえて水没予定地に建てられたものである。早明浦ダム完成による水没前の基準からすると、水没はありえないとされる小高い場所であった。一見3階建てに見えるが、これは1階部分が土砂によって完全に埋没してしまったためであり、実際は4階建てであった。現在では水不足時の貯水量の1つの目安となっている。
- 村のえき（集落活動センター結いの里）[18][19]
- 小金の滝
- 妃ヶ淵
- 大北川渓谷（翁の滝など）
- 甌穴[20]
- 自然王国白滝の里 - 教育・観光レクリエーション施設。閉山した白滝鉱山跡に建設された。5月に白滝ふるさと祭り、11月3日に謝肉祭（特産品の大川黒牛バーベキュー）、夏休み期にふるさと短期留学（キャンプ）、冬休み期に「お山のガキ大将」（宿泊学習）などの行事が開催されている。
- 木星館

#### 集落活動センター
- 集落活動センター結いの里[21]

## 文化・名物

### 祭事・催事
- 白滝ふるさと祭り（5月）
- 謝肉祭（11月3日）

### 名産・特産
特産品は大川黒牛、土佐はちきん地鶏、茶など。毎年11月3日には謝肉祭（大川黒牛や地鶏のバーベキュー）が開催され、村外からの観光客が集まる。

## 出身関連著名人
- 法光院晶一 - 香美市長